# Virslīga 1995
In 1995 werd het 21ste voetbalseizoen gespeeld van de Letse Virslīga. Skonto werd kampioen. Skonto-speler Vitālijs Astafjevs werd met 19 doelpunten topschutter.

## Eerste fase
| Plaats | Club             | Wed. | W  | G | V  | Saldo | Ptn. |
| ------ | ---------------- | ---- | -- | - | -- | ----- | ---- |
| 1.     | Skonto Riga      | 18   | 16 | 2 | 0  | 51-8  | 50   |
| 2.     | RAF Jelgava      | 18   | 12 | 3 | 3  | 33-13 | 39   |
| 3.     | FK Starts        | 18   | 9  | 4 | 5  | 21-18 | 31   |
| 4.     | Vilan Daugavpils | 18   | 9  | 2 | 7  | 31-22 | 29   |
| 5.     | Vairogs          | 18   | 6  | 6 | 6  | 28-21 | 24   |
| 6.     | Amstrig          | 18   | 5  | 5 | 8  | 26-25 | 20   |
| 7.     | Skonto/Metāls    | 18   | 5  | 4 | 9  | 25-42 | 19   |
| 8.     | DAG-Liepaja      | 18   | 4  | 6 | 8  | 19-28 | 18   |
| 9.     | Olimpija Riga    | 18   | 5  | 3 | 10 | 24-40 | 18   |
| 10.    | FK Kvadrāts      | 18   | 1  | 1 | 16 | 10-58 | 4    |

- Auseklis Daugavpils wijzigde de naam in Vilan Daugavpils
- Vidus Riga wijzigde de naam in Amstrig Riga
- Interskonto wijzigde naam in Skonto/Metāls
- FK Liepāja wijzigde de naam in DAG-Liepāja

|  | Geplaatst voor tweede fase, kampioenengroep |
|  | Geplaatst voor tweede fase, degradatiegroep |

## Tweede fase

### Kampioenengroep
| Plaats | Club             | Wed. | W  | G | V  | Saldo | Ptn. |
| ------ | ---------------- | ---- | -- | - | -- | ----- | ---- |
| 1.     | Skonto Riga      | 28   | 25 | 3 | 0  | 99-15 | 78   |
| 2.     | Vilan Daugavpils | 28   | 16 | 3 | 9  | 45-30 | 51   |
| 3.     | RAF Jelgava      | 28   | 14 | 6 | 8  | 40-28 | 48   |
| 4.     | FK Starts        | 28   | 11 | 5 | 12 | 31-43 | 38   |
| 5.     | Amstrig          | 28   | 9  | 8 | 11 | 47-38 | 35   |
| 6.     | Vairogs          | 28   | 7  | 7 | 14 | 35-52 | 28   |

|  | Kampioen, geplaatst voor voorronde UEFA Cup 1996/97 |
|  | Geplaatst voor voorronde UEFA Cup 1996/97           |

### Degradatiegroep
| Plaats | Club          | Wed. | W | G | V  | Saldo | Ptn. |
| ------ | ------------- | ---- | - | - | -- | ----- | ---- |
| 7.     | Skonto/Metāls | 24   | 8 | 4 | 12 | 37-51 | 28   |
| 8.     | DAG-Liepājas  | 24   | 7 | 7 | 10 | 26-34 | 28   |
| 9.     | Olimpija Riga | 24   | 5 | 5 | 14 | 29-57 | 20   |
| 10.    | FK Kvadrāts   | 24   | 5 | 2 | 17 | 22-63 | 17   |

|  | Verliezend bekerfinalist 1995, geplaatst voor Europacup II 1995/96 |
|  | Club werd na dit seizoen ontbonden                                 |

## Kampioen
| Virslīga 1995              |
| Letland                    |
| -------------------------- |
| SKONTO Kampioen (4° titel) |